# Garikekattekaval, Heggadadevankote
Garikekattekaval là một làng thuộc tehsil Heggadadevankote, huyện Mysore, bang Karnataka, Ấn Độ.